# Чайна (реслерка)
Джоан Марі Лаурер (англ. Joan Marie Laurer; нар. 26 грудня, 1969, Рочестер, Нью-Йорк, США – 17 квітня, 2016, Редондо Біч, Каліфорнія, США), відома як Чайна (англ. Chyna) – американська реслерка, бодібілдерка, порноакторка та телеведуча.
Брала участь у World Wrestling Entertainment (WWE), де її прозвали "Дев'ятим чудом світу" (реслер Андре Гігант був названим "Восьмим чудом світу"). Здобула популярність у 1997 році, виступаючи у професійній боротьбі з боротьби Всесвітньої федерації боротьби (WWF). Перша жінка, що брала участь у змаганні "Королівської битви WWE" та "Король Рингу", отримавши титул чемпіона WWE. З безлічу перемог на рингу над чоловічими суперниками – враховуючи багаторазових світових чемпіонів, такиї як Тріпл Ейч, Курт Енгл, Кріс Джеріко та Джеф Джаррет – вона полишила WWE, як надомінантніший жіночий конкурент. Після виходу з WWF в 2001, вона ще брала участь в New Japan Pro-Wrestling у 2002 та Total Nonstop Action Wrestling у 2011.
Окрім реслінгу Джоан також з'являлась вдічі в журналі Playboy, безліч телешоу та фільмах. Вона була проголошена як секс символ. Також вона відома завдяки бурхливим стосункам з Шоном Волтменом, з яким знялася в порнографічному фільмі 1 Night in China (укр. Одна ніч в Китаї), який в 2006 виграв AVN Awards. Після цього вона і надалі прожовжила зніматись в порнофільмах.

## Життєпис
Джоан Марі Лаурер народилась 26 грудня 1969 в місті Рочестер, Нью-Йорк. Окрім неї в родині також були двоє сестер: Кетті та Соні. Батьки розлучились коли їй було чотири роки. В неї було три відчима та одна мачуха. За її словами її перший відчим погрожував самогубством, коли її біологічний батько страждав на алкоголізм та випадково вдарив її матір в стегно ножем. Вона, її сестри та матір неодноразово міняли місце проживання.
Будучи дитиною Джоан вчилась грати скрипці та віолончелі. За її словами, коли вона була у сьомому класі її поцілував значно дорослий вчитель котрий працював у її школі. Вона навчалась у Пенфілдській вищій школі та закінчила останній рік вищої школи в Іспанії.
В 1992 вона поступила в Тампанський університет у Флориді у факультет іспанської літератури. Вона вивчала іспанську та німецьку мову. За її словами під час навчання в університеті її зґвалтували двоє чоловіків після того, як та напилась на вечірці. Вона була членом Корпусу підготовки офіцерів запасу, спочатку вона хотіла використовувати знання іноземних мов для вступу у Федеральне бюро розслідувань або Управління боротьби з наркотиками.
Після коледжу вона почала брати активну участь у спортивних змаганнях, в 1996 вона пройшла американське спортивне змагання в Нью-Йорку. Через її величезний розмір порівняно з іншими жінками, вона зазвичай посідала останнє місце.

## Професійна кар'єра в реслінгу

### Рання кар'єра (1995-1997)
Джоан Лаурер тренувалась разом з професійним реслером Кіллером Ковальські у професійній школі реслінгу в Малдені, Массачусетс. Її перший бій відбувся з чоловіком переодягненого в жінку. Деякі з її ранніх поєдинків були зазняті американською реслеркою Мерр Еллісон (Неймовірна Мула).
В 1996 вона познайомилась з діячами WWE Тріпл Ейч (Пол Майкл Левек) та Шоном Майклзом після професійних реслерських шоу. Вони найняли її до WWE тілоохороницю. Вінс Макмен, генеральний директор та голова управління WWE, не бажав наймати її до компанії, бо не вірив в те що аудиторія буде вважати побиття чоловіка жінкою ймовірною. Чекаючи рішення компанії, її прийняла до себе World Championship Wrestling, котрі хотіли бачили жінку-учасницю для New World Order. Вона прийняла пропозицію, однак їй пізніше довелось відмовитись після того, як Шейн Макмен, син Вінса Макмена, сказав те, що компанія найняла її. Кіллер Ковальські заявляв, те що Лаурер найняли після того як він розповів про неї самому Шейну Макмену та розповів зацікавленість World Championship Wrestling в ній.

### World Wrestling Federation (1997–2001)
Джоан Лаурер дебютувала на WWF 16 лютого 1997 у  pay-per-view (плата за прегляд) івенті під назвою In Your House 13: Final Four. Була в складі реслівської команди D-Generation X, яке було засноване Шоном Майклзом та Тріпл Ейч. Вона часто обманювала їх на перемогу, втручаючись у матчі, граючи свій фірміний удар нижче пояса. Там вона і отримама прізвисько Чайна - навмисно іронічне прізвисько; його можна перекласти як «порцеляна» - ніжний і крихкий матеріал, що контрастує з її характером.Поза шоу чоловіки-борці спочатку вагалися дозволити жінці перемогти їх на екрані.
В цей період також вона потрапила в романтичну зав'язку з Марком Генрі, котрий був членом ворогуючої Nation of Domination. Все почалось в серпні 1998, після того як Двейн Джонсон наказав Хенрі поцілувати Джоан аби її принизити, однак остання дала відсіч. Зрештою Генрі почав її переслідувати, сексуально домагатись до неї та погрожути якщо та не захоче з ним зустрічатись. Врешті-решт Чайна приняла його прохання та стала його екранною дівчиною та партнеркою. Проте в січні 1999, вона сказала що це все була хитрість аби принизити Генрі.
Через місяцт після цього вона стала тридцятим членом в Royal Rumble, ставши першою жінкою, яка брала участь у матчі "Королівська битва".

### Міжконтинентальний чемпіон (1999-2000)
В червні 1999 Джоан Лаурер стала першою жінкою котра брала участь у турнірі Король рингу. Вона також стала першою жінкою претенденткою на звання чемпіона WWF, але поступила це місце Майклу Фолею (Mankind) перед  SummerSlam в серпні того ж року. Стала відомою завдяки свій ворожнечі з Джеффом Джареттом. У Unforgiven вона зіграла інтерконтинентальний чемпіонат WWF проти Джарретта, який програв. 17 жовтня на No Mercy, вона перемогла Джарретта в його останньому матчі WWF, The Good Housewife, ставши першою і єдиною жінкою, яка виграла титул Інтерконтиненталь. Лорер стверджувала, що Джарретт вимагав (і отримав) $300,000 від Вінса Макмагона, щоб втратити титул для жінки. Його контракт закінчився 16 жовтня, і тому від нього не вимагали появи на шоу. Якби він не з'явився, WWF був би підданий критиці за неправдиву рекламу і історія назви була б порушена.
Потім Чайна ворогувала з Крісом Джеріко на чемпіонаті, перемігши його на Survivor Series, але поступившись йому на Armageddon. Вони знову зустрілися в матчі 28 грудня на SmackDown!, яке закінчилося суперечливо - обидва борці тримали один одного. В результаті Стефані Макмагон-Гельмслі оголосила їх ко-чемпіонами. На Royal Rumble Джеріко і Чайна захистили титул проти Хардкор Холлі в матчі «Потрійна загроза», щоб визначити чемпіона, якого виграв Джеріко. Чемпіонат Китаю як «соціальний чемпіон» більше не визнається WWE і тепер вважається продовженням другого інтерконтинентального чемпіонату Джеріко. Після цього Чайна ненадовго об'єднався з Джеріко.

### Історія з Едді Гуерреро та жіночим чемпіонатом (2000-2001)

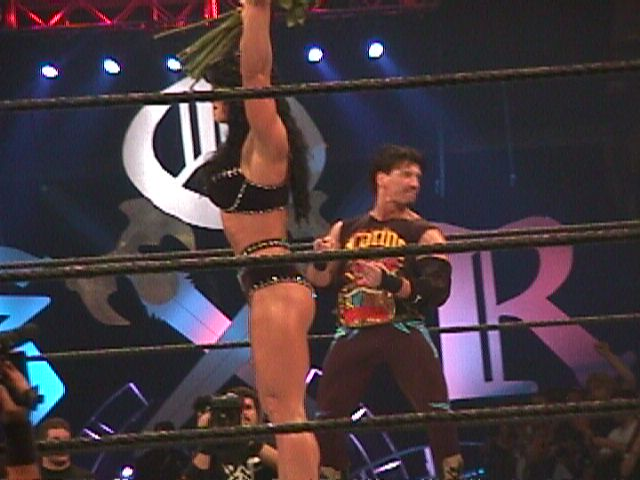
Чайна на сцені з Едді Герреро (червень 2000)

Незабаром після втрати титулу Інтерконтиненталь Чайна стала екранним другом Едді Герреро. Герреро і Лаурер, спочатку були лиходіями, пізніше стали улюбленцями фанатів влітку 2000 року, а Герреро назвав її своєю «мамасітою». Пара зустрілася з Валем Венецією та Трішем Стратусом у міжгендерному матчі на SummerSlam з міжконтинентальним чемпіонатом на кону. Чайна виграла матч, але втратила пояс Герреро через два тижні в матчі «Потрійної загрози» з Куртом Енглом. Вони офіційно розлучилися в листопаді 2000 року після того, як Китай зловив Едді в душі з двома іншими жінками.
Тим часом Лоурер позуваала оголеною для випуску Playboy у листопаді 2000 року. Її модельні зйомки в Playboy також використовувалося в сюжетній лінії WWE (заснована частково на реальній юридичній ворожнечі між WWF і соціально консервативною Батьківською телевізійною радою), в якій вона викликала гнів Right to Censor (морально консервативної групи боротьби). Незабаром після цього Джоан почала ворожнечу з Айворі, учасницею «Right to Censor», за чемпіонський титул серед жінок. Це завершилося сюжетною лінією на Королівському гуркоті, де Чайна, ніби, пошкодила шию під час удару ліктем назад. Щоб краще переконати глядачів, що вона отримала травму, коментатор Джеррі Лоулер покинув таблицю коментарів і вийшов на ринг, щоб перевірити стан Чайни, чого він не робив після кільцевої аварії, яка вбила Оуена Харта в 1999 році. Коли Чайна повернулася після вигаданої травми, вона виграла жіночий титул у Ivory на WrestleMania X-Seven у швидкому матчі. Вона також захистила свій титул проти Леети на Судному дні 2001 року. Хоча вона виграла матч, незабаром здалася, оскільки це був її останній матч на WWF.
Вона покинула WWF 30 листопада 2001 року, через кілька місяців після того, як її зняли з телебачення. Протягом багатьох років були різні версії її відходу з WWF. Її колишній реальний хлопець Тріпл Ікс почав стосунки зі Стефані Макмагон; Лоурер стверджував, що пара почала зустрічатися до того, як вона і Левек розлучилися. В інтерв'ю The Baltimore Sun в 2002 Лоурер заявила, що розрив з Левеком не має нічого спільного з виходом з WWF і що вона пішла, щоб почати акторську кар'єру. Джим Росс, тодішній виконавчий віце-президент з боротьби, повідомив, що її контракт з WWF закінчується, щоб вона могла розглянути інші варіанти кар'єри. В інтерв'ю 2015 року Вінс Руссо заявив, що після зустрічі з Вінсом Макмагоном про ситуацію зі Стефані Макмагон, Чайна була відправлений додому, і пізніше був факсом з повідомленням, що її послуги більше не потрібні.

### New Japan Pro-Wrestling (2002)
Після завершення кар'єри WWF у 2001, у 2002 році Лоурер приєднався до New Japan Pro-Wrestling (NJPW) і дебютувала на New Japan Thirty Anniversary Show, судячи матч між братами Штайнер і Хіросі Танахасі і Кенске Сасакі. У вересні та жовтні 2002 року вона зіграла кілька матчів у NJPW, поступившись Масахіро Чо 14 жовтня 2002 року. Лаурер зіграла свій фінальний матч 26 жовтня з Fake Great Muta (грає Трой Ендерс), поступившись Хіросі Танахасі і Кензо Судзукі.

### Total Nonstop Action Wrestling (2011)
Під час запису релізу Impact! 12 травня 2011 року, Чайна відбула свій дебют на TNA, який був представлений шляхом повернення консультанта Spike TV Міка Фолі. Він представив її як ділового партнера Курта Енгла і його товариша по команді в командному матчі в Sacrifice, де вони зустрінуться з Джеффом Джарреттом і Карен Джарретт. Під час запису вона також брала участь у «Королівській битві», з якої вибила Джеффа. 15 травня на Sacrifice, Лаурер змусила Карен Джарретт здатися в змішаній команді. Незабаром після цього вона покинула TNA, що стало її останнім.

## Особисте життя

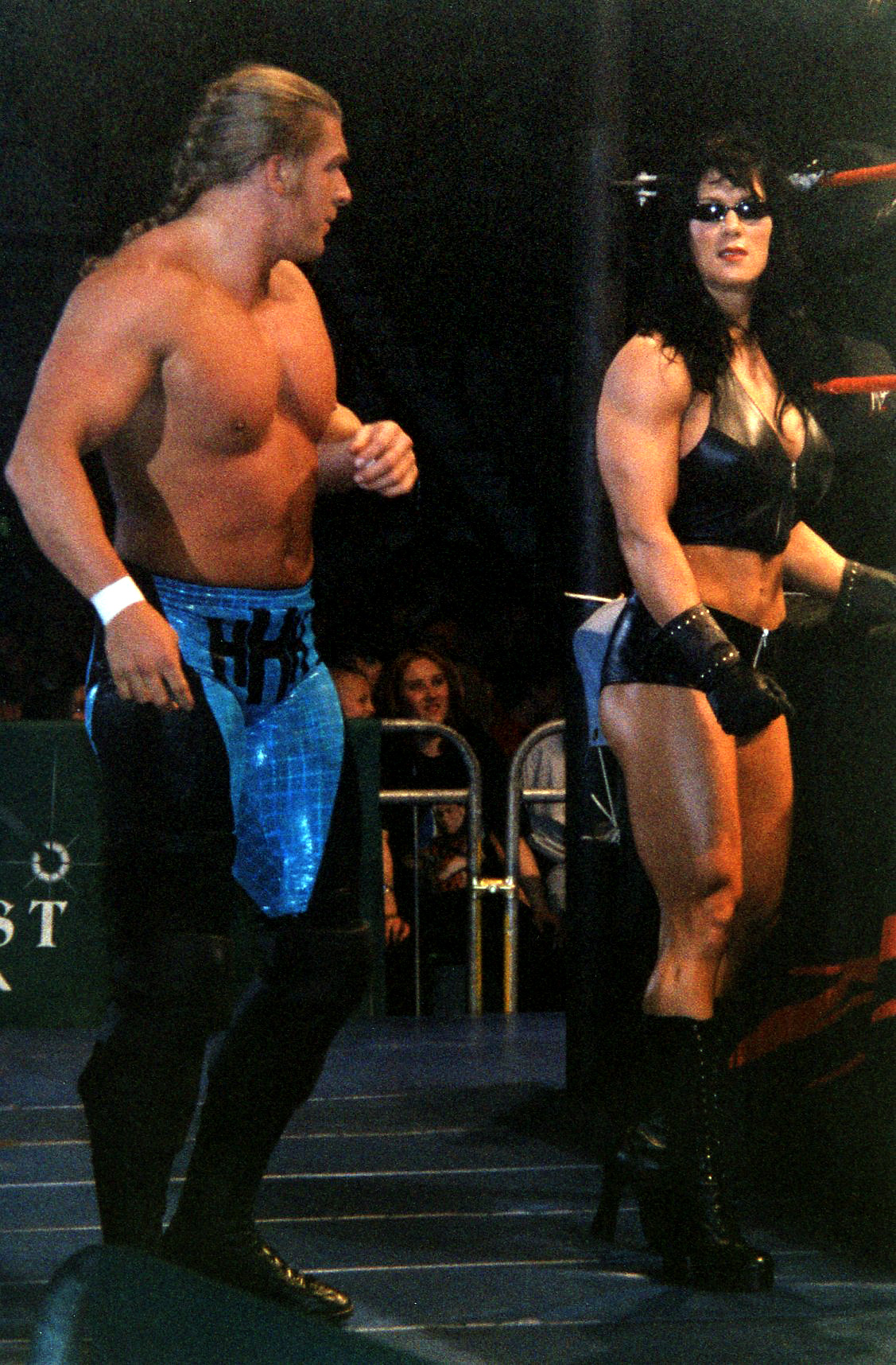
Чайна з Полом "Тріпл Ейч" Левеком

Грудні імплантати Лорер були на замовлення для неї після того, як її перші імплантати були розірвані під час матчу з боротьби. Вона також поскаржилася своєму пластичному хірургу, що їхні найбільші імплантати не відповідають її рамці, як вона хотіла.  Спеціальні імплантати стали моделлю для Chyna 2000-х років, тепер продається жінкам з великими рамами та жінкам-бодібілдерам. Лорер сказала, що заплатила за них 6000 доларів.
З 1996 по 2000 Лорер зустрічалася з колегою-борцем Полом «Тріпл Ейч» Левеском. Спочатку вони приховували свої стосунки від своїх колег, оскільки відчувала, що люди можуть думати, що вона «спала її шлях на вершину». Вони також жили разом протягом деякого часу. Існує певна дискусія щодо того, що почав Левеск свої стосунки з Стефані МакМагон, поки він не мав ще з Лорером. Однак після смерті Лорер її сестра Кеті Гамільтон сказала Bleacher Report, що, хоча Левеск «був дуже хороший для Джоані», пара не погоджувалася з майбутніми сімейними планами (Левеск хотів дітей, а Лаурер - ні), і що пристрасті Лорера та проблеми з психічним здоров'ям також сприяли їх розриву.
Починаючи з 2003 року, Лорер мав бурхливі стосунки з іншим борцем Шоном Уолтманом. Вони були зайняті протягом періоду в 2003 році, а потім розлучилися, а потім знову заручилися, шаблон, який тривав протягом наступних двох років. У 2004 році вони випустили секс-стрічку, яка була знята в 2003 році. Прагнучи до повторного успіху, компанія, яка випустила секс-стрічку знаменитості Періс Хілтон, отримала кадри, відредагував його і випустив під назвою One Night in China. Він продав понад 100,000 примірників, при цьому Лаурер і Уолтман заробляли частку прибутку. Лорер, однак, стверджувала, що вона не заробляла ніяких грошей від випуску. У січні 2005 року, її заарештували за домашній штурм після нібито побиття Волтмана.
Лорер мала напружені стосунки з родиною. Востаннє вона бачила матір у віці 16 років, і вона сказала, що її батько ніколи не зміг подолати її рішення не продовжувати кар'єру в правоохоронних органах у Федеральному бюро розслідувань. Вона також стверджувала, що її батько взяв кілька студентських кредитів на її ім'я без її відома, залишивши її з боргами 40 000 доларів. На епізоді реабілітації знаменитостей з доктором Дрю в 2008, Лорер сказала, що у неї були погані стосунки з усіма членами її сім'ї. У вересні 2010 року Лорер була госпіталізована після передозування ліками для сну. Пізніше Лорер відновила хороші стосунки з матір'ю; її батько помер 15 травня 2014 р.

## Смерть
20 квітня 2016 року Лорер була знайдена мертвою у своєму будинку в Редондо-Біч, штат Каліфорнія. Їй було 46 років. Її менеджер Ентоні Анзальдо був стурбований, коли вона кілька днів не публікувала оновлення або вміст у своїх звичайних соціальних мережах, а згодом знайшов її тіло у її квартирі. Початкові звіти поліції заявили, що вона, схоже, померла або від випадкового передозування наркотиками, або від природних причин. Анзальдо припустив, що будь-яке передозування було випадковим, заявивши, що їй призначили ліки, але, як правило, використовували їх неправильно.
Її мозок був відданий науці для вивчення наслідків хронічної травматичної енцефалопатії (CTE). Однак мозок природним чином розпався до точки, де не можна було остаточно визначити, чи мала Лаурер CTE. Панахида відбулася в Лос-Анджелесі 22 червня 2016 року. Серед учасників були борці Меліна Перес, Роб Ван Дам, Шон Уолтман і Джонні Мантелл; актори К. Томас Хоуелл та Баррі Вільямс; Денніс Хоф, власник ранчо Банні; та співаків Куліо та Бебі Баша, які також виступали під час меморіалу. Чайна була кремована, а її прах був розкиданий у Тихому океані.
Звіт про її розтин був випущений в грудні 2016 року, який визначив, що вона померла 17 квітня від передозування алкоголю, в поєднанні з тривожними препаратами діазепам і нордазепам, знеболюючі оксикодон і оксиморфон, і сплячий допомоги темазепам.

## Появи
| Рік  | Назва                            |
| ---- | -------------------------------- |
| 1999 | WWF Attitude                     |
| 1999 | WWF WrestleMania 2000            |
| 2000 | WWF SmackDown!                   |
| 2000 | WWF No Mercy                     |
| 2000 | WWF SmackDown! 2: Know Your Role |
| 2019 | WWE 2K20                         |
| 2021 | WWE 2K Battlegrounds             |
| 2022 | WWE 2K22                         |
| 2023 | WWE 2K23                         |
| 2024 | WWE 2K24                         |
| 2025 | WWE 2K                           |

## Чемпіонства та звання
- International Wrestling Federation
  - Жіноче чемпіонство IWF (один раз)
- Ladies International Wrestling Association
  - Новачок року (1998)
- Pro Wrestling Illustrated
  - 106-те місце в списку 500 реслерів 2020 року в  PWI 500[32]
- World Wrestling Entertainment
  - Інтерконтинентальне чемпіонство WWE[33] (двічі)
  - Жіноче чемпіонство WWE[34] (один раз)
  - Зал слави WWE – як член D-Generation X (2021)[35]
  - 4-те місце в списку 50 найкращих жіночих суперзірок WWE усіх часів (2021)[36].